# Український дім
50°27′11″ пн. ш. 30°31′37″ сх. д. / 50.453055555556° пн. ш. 30.526944444444° сх. д.
Національний центр ділового та культурного співробітництва «Український Дім» — державне підприємство, розташоване у 5-поверховій будівлі на Європейській площі в Києві. «Українським Домом» називають також саму будівлю.
Український Дім відомий як один із центрів ділового, громадсько-політичного, просвітницького та культурно-мистецького життя України. Юридично підпорядкований Державному управлінню справами. Директорка ДП «Український Дім» — Ольга Вієру.

## Будівля
Будівлю споруджено в 1978–1982 рр. за проєктом архітекторів Головкиївпроекту лауреата Державної премії СРСР Вадима Гопкала (керівник групи), Вадима Гречини, Володимира Коломійця, Леоніда Філенка.

Роботи з маскування радянських горельєфів на фасадах «Українського Дому» в Києві (поверх них змонтовано панно із зображенням Державного прапора). Серпень 2016 року

Автор горельєфів на фасаді будинку — народний художник України В. Н. Борисенко, гобеленів центрального залу — заслужений діяч мистецтв України В. О. Мягков, А. В. Гайдамака та художник-монументаліст Л. В. Міщенко. Л. В. Міщенко є також автором вітражів, які використані для оформлення купола будівлі. Гобелен концертного залу виконав 1997 року народний художник України М. О. Ралко.
1985 — автори проєкту споруди та її художнього оформлення були удостоєні Державної премії УРСР імені Т. Г. Шевченка.
Будинок спочатку призначався для розміщення Київської філії Центрального музею В. І. Леніна, створеної 1938 року, яка до переїзду 1982 року на Європейську площу містилася в будівлі колишнього Педагогічного музею (тепер Київський міський будинок вчителя).
Експозиція Музею Леніна діяла в приміщенні у 1982—1993 рр. Розпорядженням Кабінету Міністрів України від 2 квітня 1993 року було створено центр «Український Дім» при КМУ і на його баланс було передано будівлю колишнього музею Леніна. З того часу експозицію колишнього музею демонтовано та розміщено у фондах, а центр використовується як поліфункціональний виставково-презентаційний комплекс.
У підземних та напівпідземних блоках будівлі розташоване технічне устаткування, що забезпечує безперебійне кондиціювання повітря, енергозабезпечення та теплопостачання. Будинок оснащений 8 міжповерховими ескалаторами та двома пасажирськими ліфтами.
Загальна площа будівлі становить 17 550 м², в тому числі 8850 м² експозиційної площі. Приміщення включає:
- 8 конференц-залів від 50 до 500 місць, в тому числі концертний зал [Архівовано 8 березня 2022 у Wayback Machine.] (782 м²) на 500 місць
- 5 виставкових залів від 100 до 1400 м² загальною площею понад 3000 м².
- медіацентр 80 м²,
- фуршетні площі, розраховані на кількість гостей від 50 до 3000 осіб,
- ресторан, кафе, гардероб.

## Підприємство

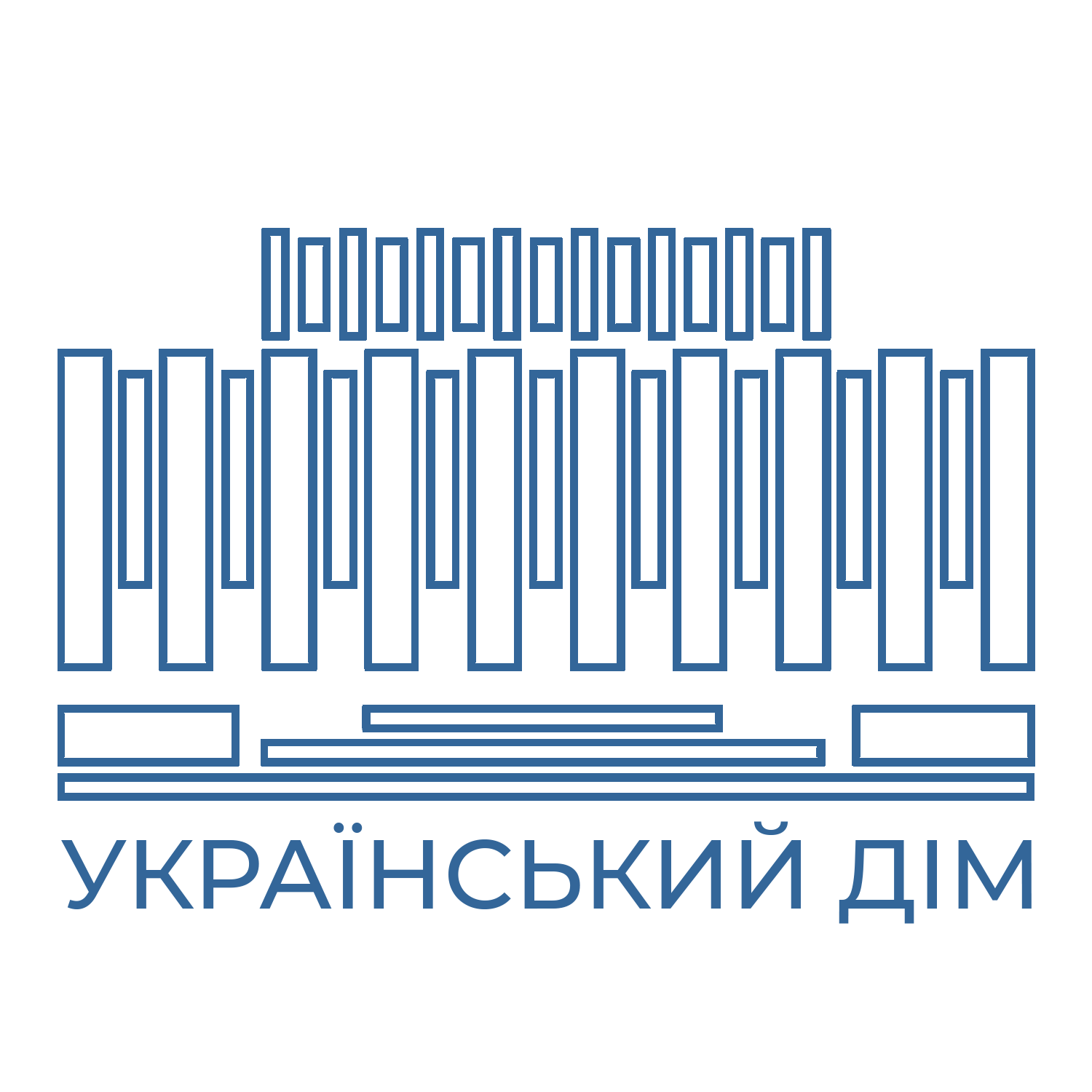
Український Дім

Національний центр ділового та культурного співробітництва «Український Дім» надає послуги з організації проведення самітів, симпозіумів, конгресів, з'їздів, конференцій, презентацій, науково-технічних та торговельно-промислових спеціалізованих і міжнародних виставок, бізнес-форумів, літературно-мистецьких акцій, концертів, показу фільмів, корпоративних вечірок, балів, художніх виставок, вернісажів.
Є можливість використання сходів та прилеглої до будівлі площі для проведення масових публічних заходів.
10 жовтня 2019 року в Українському домі презентували концепцію його перезавантаження. Відповідно до концепції та стратегії розвитку підприємства, Національний центр «Український Дім» — це сучасна дієва інституція, що слугує суспільству, об’єднує, представляє кращий національний продукт, досягнення, ідеї та ініціативи, спрямовані у майбутнє.

## Штурм Українського Дому в ніч з 25 на 26 січня 2014 року
У ніч з 25 на 26 січня 2014 року Український Дім став ареною протистоянь між мітингувальниками Євромайдану та силовиками. Після інформації про те, що у разі намагання влади зачистити вулицю Грушевського спецпризначенці зможуть атакувати людей з тилу саме з Українського Дому, значна кількість протестувальників зібралася біля нього. Були зведені барикади. Розпочалися облога та штурм будівлі. О 4:06 силовики, які виявились солдатами Внутрішніх військ, покинули приміщення.

За словами активіста Євромайдану Зоряна Шкіряка, півторамісячне перебування силовиків в приміщенні Українського Дому негативно позначилось на будівлі: 
|  | 4 і 5 поверхи просто перетворені на помийну яму. Все розкидано, зламані меблі, всюди бруд, сміття, порожні пляшки, недопалки. |

 Крім того, зірвані пломби складів з музейними цінностями.

## Фестивалі
Український Дім є постійним партнером київського етномузичного фестивалю «Віртуози фолку».
У грудні 2019 року в Українському Домі було засновано власний святковий фестиваль «ДоДому на Різдво», який організатори планують зробити щорічним. У 2020 році фестиваль проходив онлайн через карантинні обмеження у зв'язку з пандемією коронавірусної хвороби. 

## Фондова колекція Українського Дому
З 2006 року важливою структурною одиницею ДП «Український Дім» став сектор музейних фондів, який успадкував фондову колекцію колишнього Київського філіалу Центрального музею ім. В. І. Леніна. 
Фондова колекція музею почала формуватися в 30-і роки XX ст. Музейні предмети датуються XVIII–XXI століттями. У колекції Українського Дому представлені живопис, скульптура, графіка, народне декоративне мистецтво, книги, газети, листівки, документи, філателія, філокартія, фалеристика, об'ємні експонати та інші об'єкти.
Станом на 1 січня 2012 року фондова колекція музею складала 40 785 одиниць зберігання основного фонду та 30 586 одиниць допоміжного фонду. Однак, після неспокійних подій 2014 року фондова колекція музею ДП «Український Дім» втратило деякі музейні предмети (складені акти та заяви передані до відповідних правоохоронних органів).